# Вудфин (Северна Каролина)
Вудфин (енгл. Woodfin) град је у америчкој савезној држави Северна Каролина.

## Демографија
По попису из 2010. године број становника је 6.123, што је 2.961 (93,6%) становника више него 2000. године.
| Група             | 2000.         | 2010.         |
| Белци             | 2.824 (89,3%) | 5.088 (83,1%) |
| Афроамериканци    | 62 (2,0%)     | 297 (4,9%)    |
| Азијати           | 13 (0,4%)     | 58 (0,9%)     |
| Хиспаноамериканци | 212 (6,7%)    | 533 (8,7%)    |
| Укупно            | 3.162         | 6.123         |